# Алтмеркише Хее
Алтмеркише Хее (њем. Altmärkische Höhe) општина је у њемачкој савезној држави Саксонија-Анхалт. Једно је од 26 општинских средишта округа Штендал. Према процјени из 2010. у општини је живјело 2.193 становника. Посједује регионалну шифру (AGS) 15090007.

## Географија
Алтмеркише Хее се налази у савезној држави Саксонија-Анхалт у округу Штендал. Општина се налази на надморској висини од 32 метра. Површина општине износи 98,9 km².

## Становништво
У самом мјесту је, према процјени из 2010. године, живјело 2.193 становника. Просјечна густина становништва износи 22 становника/km².